# Doctor (Doctor Who)
El Doctor és el personatge principal de la sèrie de televisió de ciència-ficció de la BBC Doctor Who, tot i que també apareix en una gran varietat de novel·les derivades, drames de ràdio i tires còmiques connectades amb la sèrie.
Fins ara, setze actors han interpretat el paper del Doctor de manera oficial (incloent-hi la pel·lícula del 1996). Aquest canvi s'explica dins la sèrie introduint el concepte de regeneració. Diversos altres actors han representat aquest personatge. David Tennant juga el paper de la desena encarnació del Doctor.
El personatge del Doctor originalment estava cobert de misteri, Tot el que se'n sabia al principi del programa era que es tractava d'un viatger extraterrestre, excèntric, molt intel·ligent, que lluitava contra injustícia mentre explorava el temps i l'espai en una màquina anomenada TARDIS. La TARDIS té molt més espai en el seu interior que en el seu exterior. Degut a un error irreparable en el seu sistema de camuflatge, manté la forma d'una cabina telefònica de la policia dels anys 50.
Però no només, amb el temps, va canviar la personalitat irascible i una mica sinistre del Doctor a una figura més compassiva, sinó que finalment es va revelar que estava fugint de la seva pròpia raça, els Senyors del Temps, del planeta Gallifrey. Com a Senyor del Temps el Doctor té la capacitat de regenerar el seu cos quan aquest es troba proper a la mort, cosa que ha permès canviar l'actor principal. El doctor ha realitzat aquest procés dotze vegades i cada encarnació tenia les seves pròpies peculiaritats i habilitats.
- Primer Doctor, interpretat per William Hartnell (1963-1966)
- Segon Doctor, interpretat per Patrick Troughton (1966-1969)
- Tercer Doctor, interpretat per Jon Pertwee (1970-1974)
- Quart Doctor, interpretat per Tom Baker (1974-1981)
- Cinquè Doctor, interpretat per Peter Davison (1982-1984)
- Sisè Doctor, interpretat per Colin Baker (1984-1986)
- Setè Doctor, interpretat per Sylvester McCoy (1987-1989, 1996)
- Vuitè Doctor, interpretat per Paul McGann (1996)
- Doctor Guerrer, interpretat per John Hurt (2013)
- Novè Doctor, interpretat per Christopher Eccleston (2005)
- Desè Doctor, interpretat per David Tennant (2006-2010)
- Onzè Doctor, interpretat per Matt Smith (2010-2013)
- Dotzè Doctor, interpretat per Peter Capaldi (2013-2017)
- Tretzena Doctora, interpretada per Jodie Whittaker (2018-2022)
- Catorzè Doctor, interpretat per David Tennant (2023)
- Quinzè Doctor, interpretat per Ncuti Gatwa (2023-)

Altres actors han interpretat el Doctor, tot i que estranyament més d'una sola ocasió.
Alguns actors coneguts que han interpretat el Doctor són Peter Cushing en les pel·lícules Dr. Who and the Daleks (1965) i Daleks - Invasion Earth 2150 AD (1966), Rowan Atkinson en un especial de quatre episodis del 1999 com a Novè Doctor, amb Hugh Grant com a Dotzè Doctor.
Durant la història del programa s'han realitzat revelacions controvertides sobre el Doctor. Al serial The Brain of Morbius (1976) s'assenyala que el Primer Doctor podia no haber estat la primera encarnació del Doctor; durant l'època del Setè Doctor, es va insinuar que el Doctor era més que un Senyor del Temps normal i en la pel·lícula del 1996 es va revelar que era mig humà per banda materna. En el primer episodi de la sèrie, An Unearthly Child, es veu que el Doctor té una neta i en Fear Her (2006) el Doctor diu que una vegada va ser pare. La sèrie del 2005 va revelar que el Novè Doctor era l'últim Senyor del Temps supervivent conegut i que el seu planeta natal havia estat destruït.